# Colorado Esporte Clube
El Colorado Esporte Clube fue un equipo de fútbol de Brasil que jugó en el Campeonato Brasileño de Serie A, la primera división de fútbol en el país.

## Historia
Fue fundado el 29 de junio de 1971 en el municipio de Curitiba, capital del estado de Paraná tras la fusión de los equipos Britânia Sport Club, Palestra Itália Futebol Clube y Clube Atlético Ferroviário tras varias reuniones de los directivos de los equipos involucrados.
En 1978 juega por primera vez en el Campeonato Brasileño de Serie A en donde es eliminado en la primera ronda al terminar en penúltimo lugar en su grupo solo delante del Grêmio Esportivo Brasil del estado de Río Grande del Sur, ubicándose en el lugar 47 entre 74 equipos. Un año después logra clasificar a la primera división nacional por segunda ocasión donde supera la primera ronda como segundo lugar de su grupo por detrás del Londrina Esporte Clube, pero es eliminado en la segunda ronda al terminar en penúltimo lugar de su grupo solo por delante del Mixto Esporte Clube del estado de Mato Grosso, con lo que terminó en el lugar 31 entre 94 equipos.
En  1980 logra su primer y único título del Campeonato Paranaense, y clasifica al Campeonato Brasileño de Serie A por tercera vez consecutiva, superando la primera ronda como tercer lugar del grupo, pero es eliminado en la segunda ronda al terminar en tercer lugar de su grupo entre cuatro equipos terminando en el lugar 19 entre 44 participantes.
En 1981 juega en el Campeonato  Brasileño de Serie A por cuarta ocasión consecutiva, donde vuelve a superar la primera ronda como tercer lugar de su grupo pero vuelve a ser eliminado en la segunda ronda como tercer lugar de su grupo entre cuatro equipos, quedando a solo dos puntos de la clasificación, ubicándose en el lugar 20 entre 44 equipos.
Luego de que en 1982 llegara a al final del Campeonato Paranaense logra clasificar por quinta ocasión al Campeonato Brasileño de Serie A en donde avanza de la primera ronda al terminar en tercer lugar de su grupo y también supera la segunda ronda de la primera división nacional por primera y única vez como segundo lugar del grupo solo detrás del Sao Paulo FC del estado de Sao Paulo, pero es eliminado en la tercera ronda al quedar en tercer lugar de su grupo solo dos puntos detrás del Clube Atlético Paranaense, terminando en el lugar 15 entre 44 equipos, su mejor ubicación en la primera división nacional.
El 8 de junio de 1989 el club disputa su último partido oficial ante el Curitiba FC que terminó 3-3 de local, y Luisinho marcó el último gol en la historia del club.

## Palmarés
- Campeonato Paranaense (1): 1980
- Copa Ciudad de Curitiba[n 1][13] (2): 1974, 1975.

## Jugadores

### Jugadores destacados
- Ary Marques[14]